# ديفيد جاكسون (ملاكم نيوزلندي)
ديفيد جاكسون (بالإنجليزية: David Jackson) (4 مارس 1955 بويلينغتون في نيوزيلندا - 29 سبتمبر 2004 في أستراليا) هو ملاكم نيوزلندي. شارك في الألعاب الأولمبية الصيفية 1976.

## وصلات خارجية
- ديفيد جاكسون على موقع أوليمبيديا (الإنجليزية)